# ちかっぱ!
『ちかっぱ!』は、2007年4月20日から2009年3月20日までテレビ西日本で毎週金曜 25:05 - 26:05 （正確には土曜 1:05 - 2:05）に放送されていたバラエティ番組。タイトルの「ちかっぱ」とは、福岡県筑前地方の方言（筑前方言）で「すごく」「とても」を意味する言葉である。
番組は、2007年1月に放送された特別番組『お笑いスカウトバトル』を勝ち抜いた4組が結成した「ちかっぱ!ジュニア」による挑戦企画をメインにしていた。出演者の関係もあってワタナベエンターテインメント所属のタレントがゲスト出演することが多く、堀内健、青木さやか、中川翔子などが出演していた。

## 出演者

### MC
- ゴリけん
- パラシュート部隊
- 江本理恵

### ちかっぱ!ジュニア
- BLUE RIVER
- ピーマンズ
- オインゴボインゴ
- 町田隼人